# 仙人关之战
仙人关之战，發生於南宋绍兴四年（金朝天会十二年，1134年），宋軍在仙人关（今甘肃省徽县东）与金军进行的一次作战。
绍兴三年（1133年）十二月，金元帅左都监完颜宗弼率军攻克和尚原，南宋吴玠军退守阶州（今甘肃武都县东南），金军由宝鸡直趋仙人关。吴玠在关右侧筑垒，称“杀金坪”，并在地势险要处筑隘，设第二道防线，严阵以待。绍兴四年（1134年）二月，完颜宗弼与陕西经略使完颜杲、伪齐四川招抚使刘夔率骑兵十万，大举攻打仙人关。吴玠率万余人与金军激战数日，最后力不能及，退守第二道防线。金军身穿重甲，铁钩相连，鱼贯而上，吴玠与其弟吳璘督军死战，以劲弓强弩大量杀伤金军，金军攻势不减，吴玠派部将杨政率精锐，持长刀、大斧攻打金军左右。三月初一夜，宋军燃火四山，战鼓动地，出兵反击，派王喜、王武诸将攻入金营，金军惊溃，金将韩常被射伤，引兵逃走。吴玠于是扩大战果，派张彦等率军劫横山寨，杀敌千余人,又派王俊在河池（今甘肃徽县）设伏兵，再攻金军。金军被迫退回凤翔府。